# Théodore Clément
Théodore Pierre Joseph Clément, né le 16 août 1884 à Oneux, en Belgique, et mort le 9 mai 1937 à Chambray-les-Tours, en France, est un architecte belge.

## Biographie
Après des études d'architecture à l'École Saint-Luc à Liège, il commence rapidement à construire dans sa région à Theux, puis s'installe à Bruxelles où il développe ses activités dans le sillage de Fernand Bodson, avec qui il collabore parfois. Il participa également à la revue Tekhné, « revue belge de l'architecture et des arts qui s'y rapportent » fondée par Fernand Bodson. Déçu de l'évolution architecturale en Belgique, il alla s'installer en France où il construisit plusieurs villas et où il mourut en 1937.
Il s'était associé avec l'architecte vésigondin Jean Lauthe (1884-1963).

## Œuvre
- 1912 : ferme-école pour enfants « anormaux » (comme on disait à l'époque).
- 1925 à 1934 : nombreuses villas en Belgique puis en France, où il développa un style traditionaliste et rural.
- En association avec Jean Lauthe, il participe en France à la reconstruction de nombreux édifices détruits durant la Deuxième Guerre mondiale.

## Archives
Les Archives d'architecture moderne à Ixelles (Bruxelles) conservent un fonds qui lui est dédié.